# The Blue Marble

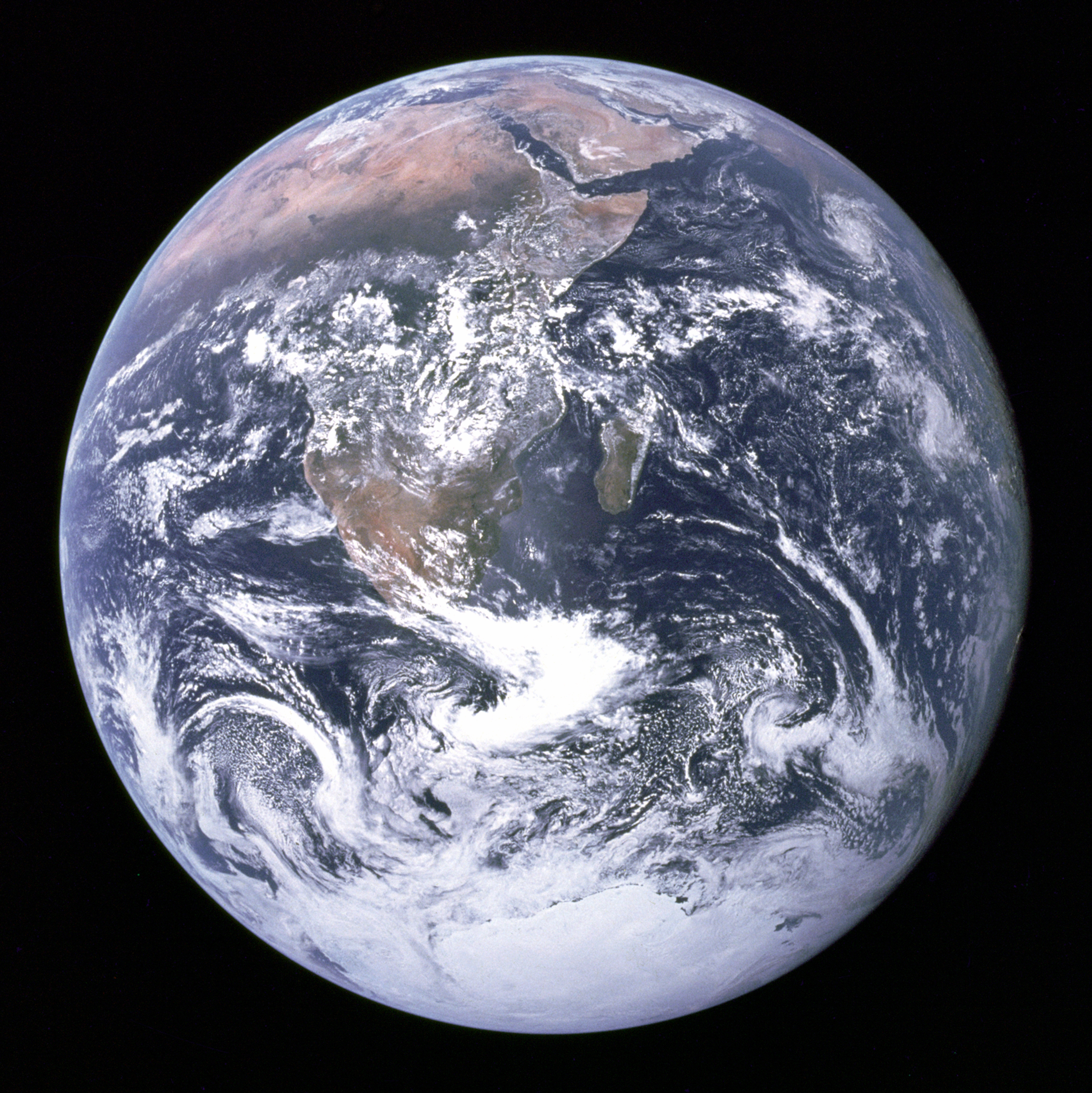
Legenda original: "Vista da Terra, assim como foi avistada pela tripulação da Apollo 17 viajando em direção à Lua. Esta fotografia translunar da costa estende-se desde a região do Mar Mediterrâneo até à calota polar da Antártica, no Polo Sul. Esta é a primeira vez que a trajetória da Apollo possibilitou a fotografia da calota polar sul. Note as pesadas nuvens cobrindo o Hemisfério Sul. Quase toda a costa da África é claramente visível. A península arábica pode ser vista na borda nordeste de África. A grande ilha a leste da costa da África é Madagascar. O continente asiático está no horizonte a nordeste.

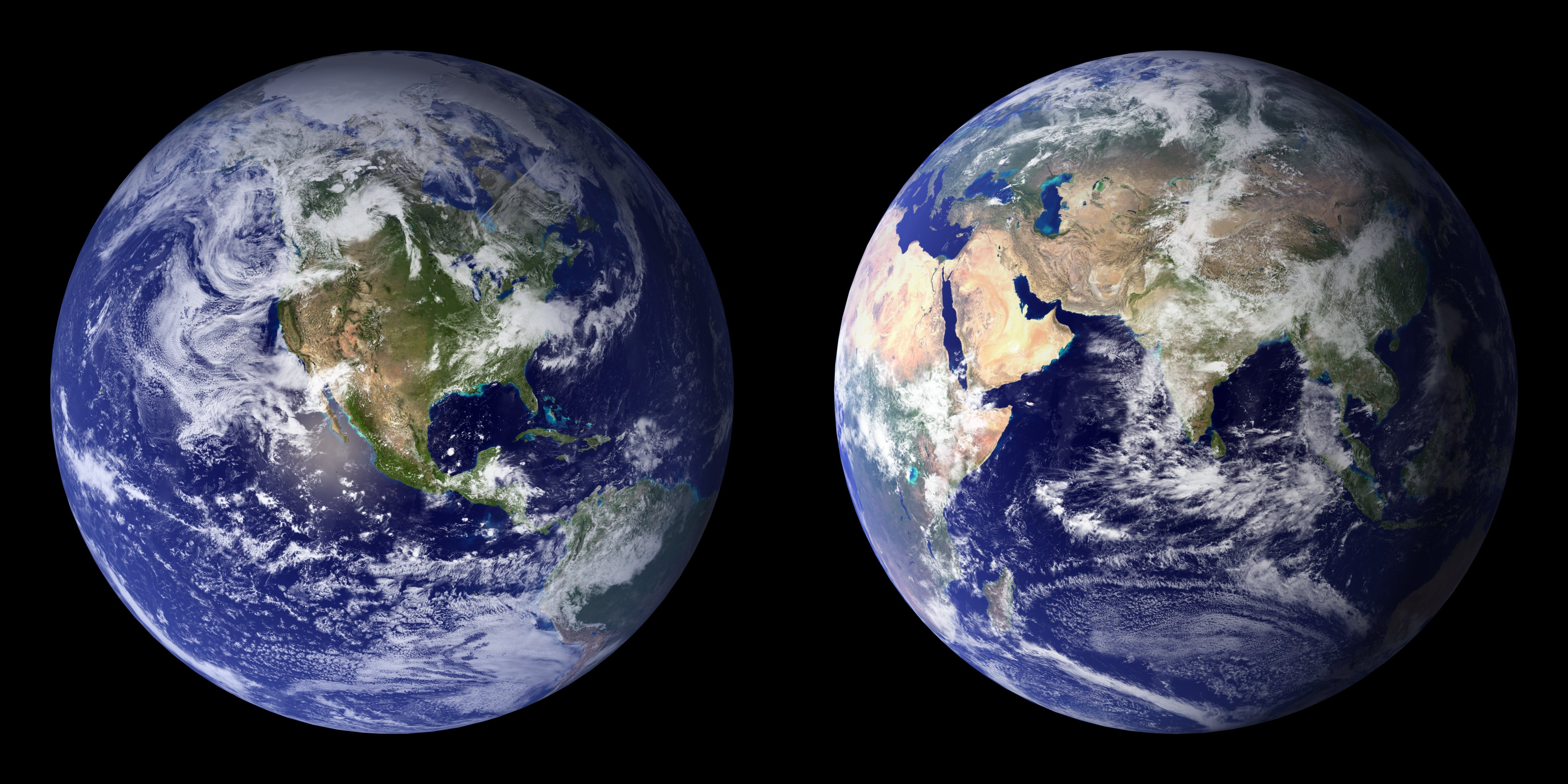
Imagens compostas produzidas pela NASA em 2001 (esquerda) e em 2002 (direita), que também levam o nome de Blue Marble.

The Blue Marble (O Berlinde Azul, numa tradução livre do inglês) é uma famosa fotografia da Terra, tirada em 7 de dezembro de 1972 pela tripulação da missão Apollo 17, a uma distância de aproximadamente 45 000 km da Terra, a caminho da Lua. É uma das imagens fotográficas existentes mais amplamente distribuídas.
O lançamento da Apollo 17 no final da tarde (EST), em dezembro, resultou em uma trajetória na qual a nave espacial pôde sobrevoar a África durante a luz do dia. A missão, que ocorreu durante o verão do Hemisfério Sul, propiciou que a Antártida estivesse também iluminada. A fotografia foi feita aproximadamente cinco horas após o lançamento da nave espacial, quando a caminho da Lua. A Apollo 17, notavelmente, era a última missão lunar tripulada; nenhum ser humano desde então esteve a uma distância capaz de tirar uma fotografia de "corpo-inteiro" da Terra tal como The Blue Marble.
Oficialmente, a NASA credita a imagem a toda a tripulação da Apollo 17 — Eugene A. Cernan, Ronald E. Evans e Harrison H. Schmitt — todos tirando fotografias durante a missão, com uma câmara Hasselblad. Posteriormente, Schmitt alega que foi o autor desta imagem famosa, embora a identidade do fotógrafo não possa ser confirmada.
The Blue Marble foi a primeira imagem nítida de uma face iluminada da Terra. Publicada no auge do ativismo ambiental durante os 1970s, a imagem foi vista por muitos como um retrato da fragilidade da Terra, vulnerável e isolada no espaço. O arquivista da NASA, Mike Gentry, supõe que esta seja a imagem mais distribuída na história da humanidade.
Várias imagens similares da Terra que se seguiram (incluindo imagens compostas, em definição muito mais elevada) também foram denominadas de Blue Marble. Essa expressão, assim como a própria imagem, são usadas frequentemente pelas organizações de ativismo ambiental ou por companhias que tentam promover uma imagem de consciência ambiental.